# Gilbert Planté
Pour les articles homonymes, voir Planté.
Gilbert Planté, né le 15 mars 1941 à Marseille et mort le 20 octobre 2010 à Aix-en-Provence, est un footballeur français qui évoluait au poste de défenseur.

## Carrière
- 1961-1966 :  Association sportive aixoise
- 1966-1970 :  Gazélec Football Club Ajaccio
- 1970-1973 :  Association sportive aixoise[1]
- 1968 : Jeux olympiques à Mexico avec entre autres équipier Jean-Michel Larqué

- Total : 194 matchs / 6 buts